# Statuspassage
Unter einer Statuspassage wird ein Übergang von einem Alters-, Erwerbs-, Karriere-, Familien- oder sozialen Status in einen anderen verstanden. Diese Übergänge im Verlauf der Biographie können planmäßig oder ungeplant, erwünscht oder zwangsweise erfolgen. Sie können früher oder später als erwartet verlaufen oder ganz ausbleiben. Sie sind chancenreich oder riskant (z. B. Migration), wiederholbar oder nicht wiederholbar (z. B. Ehe und Scheidung), reversibel (z. B. Eintritt in die Erwerbsarbeit) oder irreversibel (z. B. dauerhafte Invalidität). Ein Statuswechsel kann mit höherem oder geringerem Prestige und einem Zugewinn oder Verlust an Macht oder Einkommen verbunden sein. Er geht meist mit typischen Veränderungen der individuellen und sozialen Identität einher.
Bei mehrdimensionalen Statuspassagen vollziehen sich gleichzeitig oder in zeitlicher Nähe mehrere Übergänge, so z. B. beim Übergang ins Erwachsenenalter der Auszug aus dem Elternhaus, der Beginn von Studium oder Beruf. Im Fall der Migration vollzieht sich ein Wechsel von einem Nationalstaat zu einem anderen, von einem sozialen oder Bildungsstatus in den anderen und/oder von einer Tätigkeit in eine andere. Komplexe Statuspassagen wie die Migration oder der Aufstieg in eine andere soziale Schicht können sich auch über Generationengrenzen hinweg vollziehen und noch den Status der Kinder betreffen (intergenerationelle Statuspassage).

## Voraussetzungen und Bewertung von Statuspassagen
Statuspassagen sind oft an die erfolgreiche Bewältigung bestimmter Anforderungen und Entwicklungsaufgaben geknüpft (etwa an bestimmte Kompetenzen, soziale Reife, Adoleszenz, Berufserfahrung, Aufnahmeprüfungen). Ihr Gelingen oder Misslingen wird vom Individuum, aber auch von seiner Umwelt evaluiert, die das frühzeitige Erreichen erstrebenswerter Ziele in der Regel positiv, das durchschnittlich-„altersgemäße“ Erreichen neutral, aber das verspätete oder Nichterreichen der Ziele oder gar die Verweigerung der Passage negativ bewertet. So wird z. B. die im Bildungssystem erworbene Kompetenz durch die Arbeitgeber im Prozess des Statuspassage bewertet, und diese Bewertung gibt dem Arbeitnehmer Anlass, eventuell Anpassungen und Nachbesserungen vorzunehmen. Manchmal entscheiden schon die ersten Schritte einer Statuspassage darüber, ob und wie die späteren Schritte durchlaufen werden. Unter Konkurrenzbedingungen, z. B. am Arbeitsmarkt oder bei der Zulassung zu Studienfächern mit Numerus clausus, werden die Statusübergänge nicht nur einfach „durchlaufen“, sondern es ist von Anfang an klar, dass nicht alle Bewerber den von ihnen erwünschten Status erreichen werden.

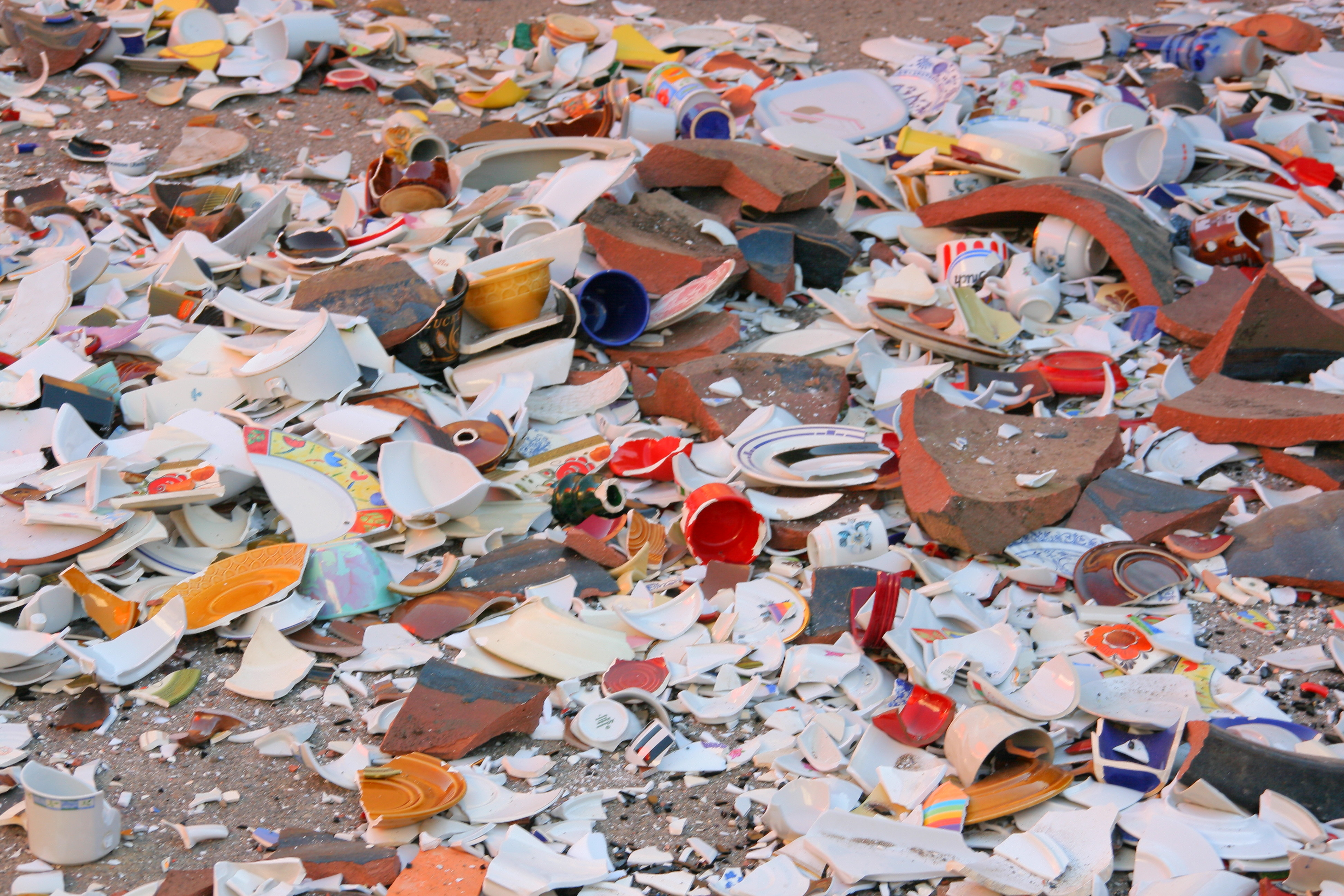
Polterabend: Ritual am Vorabend der Hochzeit – das Zerbrechen von Porzellan oder Steingut soll Glück bringen

Formalisierte Statuspassagen (z. B. der Zugang zu sozialen Rechten) sind oft mit einem Mindestalter oder einer zeitlichen Anwartschaft auf einen bestimmten Status (z. B. Dienstzeiten, Versicherungszeiten, Aufenthaltsdauer) und öffentlichen oder privaten Ritualen (z. B. Konfirmation, Freisprechung der Auszubildenden im Handwerk, Zivilehe, Hochzeitsfeier, Einbürgerung), teils auch mit entsprechender ritueller Be- oder Verkleidung verbunden. Manchmal sind die begleitenden Rituale selbst entwürdigend oder gar lebensgefährlich wie vor allem die Initiationsriten jugendlicher Mitglieder von Gruppen, die sich über gesetzliche Vorschriften hinwegsetzen.

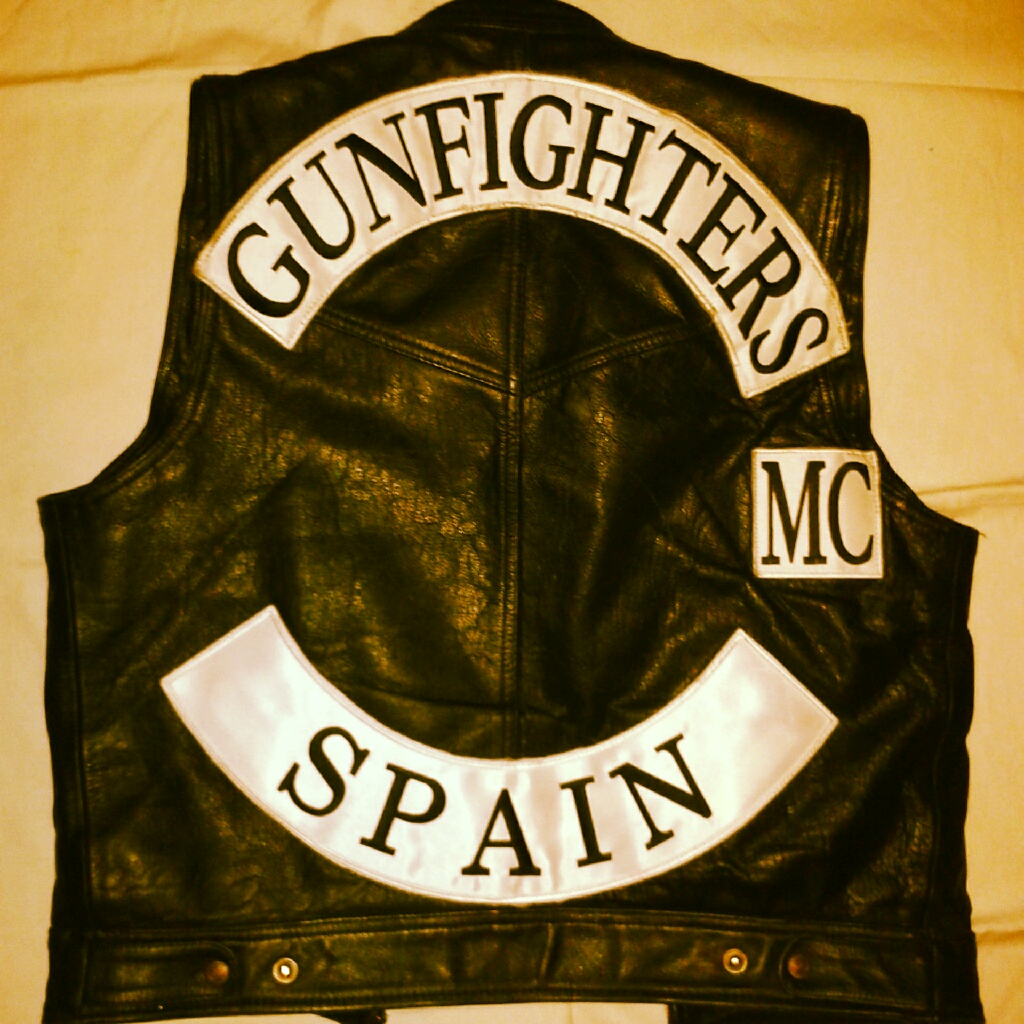
Weste eines Anwärters auf die Vollmitgliedschaft beim spanischen Chapter des Rockerclubs Gunfighters MC (noch ohne das Wappen in der Mitte)

Sind die mit der Statuspassage verbundenen Risiken hoch, können sie durch sozialpolitische Maßnahmen abgefedert werden (z. B. Arbeitslosengeld). Permanent definiert die Gesellschaft neue soziale Grenzen, deren Überschreitung Anstrengungen erfordert; andere Grenzen verschwinden, so dass früher schwierige Passagen sozial akzeptiert werden, mühelos gelingen oder kaum noch spürbar sind.

## Internationaler Vergleich
Die „Normalitätsunterstellungen“, also durchschnittliche soziale Erwartungen hinsichtlich der Statuspassagen in den Arbeitsfeldern der Arbeitsmarkt-, Berufsbildungs- und Sozialpolitik unterscheiden sich international und kulturell deutlich. Mit diesen Normalitätsunterstellungen geht auch die Vorstellung einer „Normalbiografie“ einher, die heute jedoch nicht mehr die Regel ist.
In Kontinentaleuropa sind Statusübergänge häufig institutionell oder durch Normalitätsunterstellungen normiert. Zeitpunkt und Abfolge (z. B. des Eintritts des Rentenfalls, der durch das Senioritätsprinzip geprägte Karrierepfade im öffentlichen Dienst oder (vor allem in süd-)europäischen Unternehmen, der Dauer des Bezugs von Arbeitslosen- oder Elterngeld usw.) sind hier oft vorhersehbar und die Voraussetzungen für den Eintritt formalisiert; doch verlieren standardisierte Übergangsmuster mit zunehmender Individualisierung der Gesellschaft immer mehr von ihrer normativen Kraft. So wächst z. B. die Altersspanne des ersten höheren Bildungsabschlusses, der Heirat und der Geburt des ersten Kindes in den USA wie in Europa.
In weniger stark regulierten Marktgesellschaften wie in den USA sind vor allem die berufs- und karrierebezogenen Statuspassagen eher der Dynamik des Marktes und individuellen Entscheidungen unterworfen; sie sind weniger formalisiert.
Auch die Einbürgerung ist eine Form der Statuspassage, die in vielen Ländern strukturell eng begrenzt ist, so in Israel, in den Golf-Staaten und in Japan. Leichter ist sie in Schweden oder den Niederlanden.

## Begriffs- und Forschungsgeschichte
Als Vorläufer des Konzepts kann der Begriff der Übergangsriten oder Passagenriten (französisch: rites de passage) gelten. Dieses ursprünglich ethnologische Konzept wurde 1909 von dem Franzosen Arnold van Gennep eingeführt, der die ritualisierten Übergänge einer Person zwischen zwei Lebensstadien oder sozialen Zuständen untersuchte (z. B. Initiations- oder Trennungsriten).
Der Begriff status passage selbst wurde von Glaser und Strauss (1971) geprägt. Im Fokus ihrer Untersuchungen standen nicht der soziale, Familien- oder Beschäftigungsstatus von Individuen und Gruppen, sondern die Prozesse und Mechanismen des Übergangs innerhalb eines gesellschaftlichen Feldes oder zwischen verschiedenen Feldern. Glaser und Strauss fassen den Begriff sehr weit: Fast jede individuelle oder kollektive Aktion verändert den gesellschaftlichen Status eines Individuums bzw. einer Gruppe. Fast jede Statuspassage impliziert eine zweiseitige Beziehung zwischen dem, der sie durchläuft (passagee), und denjenigen, der diesen Prozess anleiten, prüfen, beurteilen usw., also für die Einhaltung der „normalen“, reibungslosen Ablaufform einstehen (agents of control, z. B. Lehrer).
Das Phänomen der Statuspassage war jedoch bereits vorher Gegenstand psychologischer Untersuchungen. So entwickelten Donald E. Super (1957) und Edgar Schein (1978) alters- und einsichtsabhängige Stufenleitern der Berufsreife von der ersten Befassung mit dem Thema Arbeit bis zur Bewährung im Beruf, wobei bei jedem Übergang bestimmte Entwicklungsanforderungen erfolgreich zu lösen sind.
In den USA wird heute häufiger der Begriff transitions and trajectories (Glen H. Elder 1985) im Rahmen der empirischen life course-Forschung verwendet: Die Übergänge (transitions) werden dabei im Rahmen längerfristiger, mehr oder weniger typischer Trajektorien (Pfade) untersucht, die – z. B. bezogen auf die Erwerbstätigkeit – die Form von Karrierepfaden mit mehreren Eintritts-, Übergangs- und Austrittsstufen haben, mit Einkommenszuwächsen oder -verlusten verbunden sein können usw.
In Deutschland wurde der Begriff der Statuspassage vor allem durch Walter R. Heinz seit 1988 verbreitet. In der deutschen pädagogischen Forschung diente der Begriff jedoch schon früher zur Beschreibung der Anforderungen beim Übergang vom Jugendlichen- zum Erwachsenenstatus. Häufiger wurde das Phänomen der verlängerten Statuspassagen erforscht, z. B. die Verlängerung der Verweilzeiten von Jugendlichen im Elternhaus oder die Individualisierung der Verweilzeiten im Bildungssystem vor der ersten Arbeitsaufnahme, so durch Werner Fuchs (1983). Günter Schmid (1999) konzipierte für Maßnahmen zur Abfederung der Statuspassagen zwischen Erwerbs- und Nichterwerbstätigkeit den Begriff der Übergangsarbeitsmärkte.
In den letzten Jahrzehnten diente die Theorie der Statuspassage häufig als Klammer, um verschiedene Forschungsfelder wie Arbeitsmarkt, Familie, Bildung und Erziehung und Sozialpolitik zusammenzubinden und damit makro- und mikrosoziologische Ansätze stärker zu integrieren. Im Hinblick auf die mit Statuspassagen verbundenen Risiken durch Auflösung traditioneller Lebens(lauf)muster stehen die institutionellen Ansätze zu ihrer Regulierung im Vordergrund theoretischen Bemühungen.